# Liste der Resolutionen des UN-Sicherheitsrates (1951)
Diese Liste der Resolutionen des UN-Sicherheitsrates nennt die 7 vom Sicherheitsrat der Vereinten Nationen im Jahr 1951 verabschiedeten Resolutionen.
| Nummer | Beschluss vom | Gegenstand                             | Mission |
| ------ | ------------- | -------------------------------------- | ------- |
| 90     | 31. Januar    | Koreakrieg                             |         |
| 91     | 30. März      | Situation zwischen Indien und Pakistan |         |
| 92     | 8. Mai        | Situation in Palästina                 |         |
| 93     | 18. Mai       | Situation in Palästina                 |         |
| 94     | 29. Mai       | Internationaler Strafgerichtshof       |         |
| 95     | 1. September  | Situation in Palästina                 |         |
| 96     | 10. November  | Situation zwischen Indien und Pakistan |         |